# 마사틀란 FC
마사틀란 푸트볼 클루브(스페인어: Mazatlán Futbol Club)는 멕시코 시날로아주 마사틀란을 연고로 하는 프로 축구 클럽이다. 현재 멕시코 최상위 리그인 리가 MX에 소속되어 있다. 2020년 6월 모나르카스 모렐리아가 마사틀란으로 연고지를 이전한다는 발표 이후 창단되었다.

## 역사
2017년 시날로아주에서 주 내 여러 스포츠 경기장을 건설하고 개선하기 위한 프로젝트의 일환으로 마사틀란 시에 새로운 축구 경기장을 건설하기로 결정하였다. 이 프로젝트의 최종 목표는 마사틀란에서 프로 축구팀을 운영하는 것이었다.
2020년 6월 30일 이전에 경기장을 완공하고 2020-21 시즌이 개막하기 전까지 홈구장을 신축된 경기장으로 옮길 프로 구단을 찾기 위한 작업이 가속화되었다. 이 경기장의 이름은 '에스타디오 데 마사틀란'으로 명명되었으며 건설 비용은 14억 5200만 페소(한화 약 950억)인 것으로 알려졌다.
시날로아 정부는 마사틀란 출신의 사업가 그룹들과 함께 몇몇 리가 MX팀에 로비를 하였다. 2020-21 시즌을 앞두고 모렐리아, 푸에블라, 케레타로 세 팀이 마사틀란으로 연고지를 이전할 후보로 소문이 돌았다.
6월 2일, 모나르카스 모렐리아가 마사틀란으로 연고지를 이전하고 '마사틀란 푸트볼 클루브'로 이름을 변경할 것이라고 공식적으로 발표하였다. 6월 8일, 마사틀란은 보라색, 검정색, 흰색으로된 문장과 색상을 공개하였다.
6월 11일, 클럽은 2020-21시즌의 감독으로 프란시스코 팔렌시아를 임명하였다. 이후 마사틀란은 7월 27일 첫 공식 경기를 치뤘다.

## 선수 명단

### 현역
참고: FIFA 자격 규정에 따라 소속된 국가대표팀 국기를 표시합니다. 선수는 복수의 FIFA 비회원국 국적을 가지고 있을 수 있습니다.
| 번호 | 포지션 | 국적     | 이름                   |
| ---- | ------ | -------- | ---------------------- |
| 5    | DF     |          | 파쿤도 알마다          |
| 7    | FW     | 파라과이 | 루이스 아마리야        |
| 8    | MF     | 파라과이 | 조수에 콜맨            |
| 10   | MF     | 콜롬비아 | 니콜라스 베네데티      |
| 11   | MF     | 파나마   | 에드가 조엘 바르세나스 |

| 번호 | 포지션 | 국적 | 이름                        |
| ---- | ------ | ---- | --------------------------- |
| 19   | DF     |      | 루카스 메롤라               |
| 31   | DF     |      | 벤츄라 알바라도             |
| 32   | FW     |      | 구스타보 하비에르 델 프레트 |

## 역대 감독
| 감독               | 임기 |
| ------------------ | ---- |
| 루벤 오마르 로마노 | 2023 |